# Clubiona haplotarsa
Clubiona haplotarsa este o specie de păianjeni din genul Clubiona, familia Clubionidae, descrisă de Simon, 1910.
Este endemică în São Tomé. Conform Catalogue of Life specia Clubiona haplotarsa nu are subspecii cunoscute.